# Урметан
Урметан (тадж. Урметан от согд. ūrmēθan — «широкое поселение») — посёлок в Айнинском районе Согдийской области Таджикистана. Расположен на южном склоне Туркестанского хребта по правую сторону реки Зерафшан. Посёлок пересекают две реки — Тагоб и Лангар. Южнее Урметана (через реку Зеравшан) проходит трасса А377.
Является административным центром Урметанской сельской общины (тадж. ҷамоати деҳот), куда также входят деревни Вешканд, Вашан, Мадм, Ревад, Вота, Ёвон с общей численностью населения, согласно переписи 2020 года 23 654 человек.
Одно из крупнейших сельских поселений Айнинского района.
Основное занятие местного населения — животноводство и торговля. В посёлке расположены крупные продуктовые и вещевые рынки, а также рынок по сбыту скота.

## Достопримечательности
Достопримечательность деревни — мавзолей «Абулкосима Гургони». 
Гончарная мастерская где (поколения гончаров) лепят танды́р (печь-жаровня, мангал особого шарообразного или кувшинообразного вида для приготовления разнообразной пищи у народов Азии). 
Смотровое место на высоте птичьего полета которое называется Манори Тевар (буквальный перевод - Башня Тевар, значение очень близко к английскому слову "Tower"-башня).  Если подняться на этом месте можно наслаждаться  фантастическим видом пейзажа вдоль реки Зерафшана и окрестности Урметан, другое название - Тупхонаи Тевар (место артиллерийской пушки). Ходят легенды, что  в начале 20-х годов здесь стояла пушка и его использовали в боях против басмачей). В данный момент там имеется устаревший монумент к памяти Второй Мировой Войне  (1941-1945).      

## Известные люди
- Субхон Туйгунов  (1931-1999)- таджикский писатель поэт,журналист , главный редактор
- Кутби Киром (1932—1995) — таджикский поэт, переводчик.
- Озарахш (1963) — таджикский поэт, журналист.
- Доро Наджот (1946) — таджикский поэт, переводчик.
- Мирзошохрух Асрори (1953) — министр культуры Таджикистана (2006—2013).